# 스타니슬라프 두즈니코프

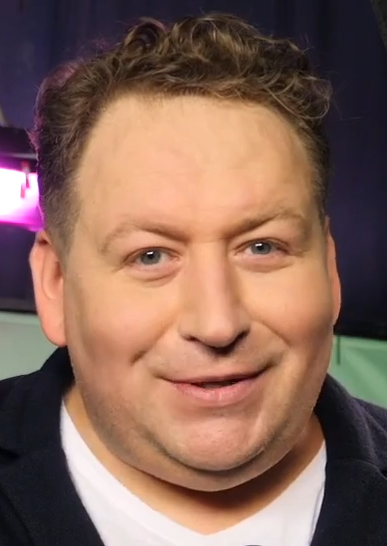

스타니슬라프 두즈니코프(Stanislav Duzhnikov, 1973년 5월 17일 ~ )는 소련의 배우, 영화배우, 텔레비전 배우이다.
사란스크에서 태어났다.

## 영화
- 메트로: 마지막 탈출 (2013년)
- 익스포팅 레이몬드 (2010년) - 본인 역
- 파라그라프 78 (2007년)
- 러브 체인지 (2007년)
- 테오리야 자포야 (2003년)